# Louis Klein Diamond
Louis Klein Diamond, född 11 maj 1902, död 14 juni 1999, var en ryskfödd amerikansk barnläkare.
Diamond föddes i Chişinău i Bessarabien i dåvarande Ryssland, kom till USA som tvååring och växte upp i New York. Från 1919 till 1923 studerade han vid Harvard College och därefter vid Harvard Medical School där han tog sin examen 1927. Omedelbart efter sin examen startade han ett av världens första forskningslaboratorier för pediatrisk hematologi. 
Diamond gjorde sin praktik vid Boston Children’s Hospital och togs 1933 upp i fakulteten. Han steg i rang och var mellan 1951 och 1968 chef för hematologiavdelningen där, 1963 till 1968 var han även professor i pediatrik. När han pensionerades vid 66 års ålder flyttade han till San Francisco och inledde där en andra karriär som adjungerad professor i pediatrik vid University of California. Vid 87 års ålder flyttade han till UCLA Medical School.
Hans arbete inom blodtransfusioner och blodsjukdomar gav Diamond flera utmärkelser. Två av hans studenter, Daniel Carleton Gajdusek och Jean Dausset, tilldelades nobelpriset i fysiologi eller medicin 1976 respektive 1980. Diamond har givit namn åt Diamond-Blackfans syndrom (tillsammans med Kenneth Daniel Blackfan), Gardner-Diamonds purpura (tillsammans med Frank H. Gardner) och Shwachman-Diamonds syndrom (tillsammans med Harry Shwachman)